# جهان‌آباد (کرمانشاه)
جهان‌آباد (کرمانشاه)، روستایی از توابع بخش مرکزی شهرستان کرمانشاه در استان کرمانشاه ایران است.

## جمعیت
این روستا در دهستان میان‌دربند قرار دارد و بر پایه سرشماری مرکز آمار ایران در سال ۱۳۸۵، جمعیت آن ۵۴ نفر (۱۴خانوار) بوده‌است.